# Hyvinge gamla kyrka
Hyvinge gamla kyrka (finska: Hyvinkään vanha kirkko) är en historisk träkyrka i Hyvinge i det finländska landskapet Nyland. Kyrkan byggdes ursprungligen som ett bönehus mellan 1895 och 1896. Kyrkan ägs av Hyvinge församling.

## Historia och arkitektur
När Ossian Donner grundade Hyvinge yllespinneri år 1892 ökade antalet invånare i Hyvinge. Därför behövde man ett eget bönehus i kommunen. Hyvinge gamla kyrka byggdes enligt Yrjö Sadenius ritningar. Byggnaden färdigställdes i september 1896 och den fungerade först som ett bönehus för en bönehusförening som hade grundats i Hyvinge. Bönehuset utvidgades enligt byggmästaren Heikki Siikonens ritningar år 1923. Hyvinge gamla kyrka vigdes officiellt till en kyrka av Helsingfors biskop Aimo T. Nikolainen den 12 november 1978.
Hyvinge församling blev självständig den 1 juni 1917. Hyvinge gamla kyrka fungerade som församlingens huvudkyrka fram till 1961 när Hyvinge kyrka byggdes.
Hyvinge gamla kyrka är korsformad och byggnaden har ett klocktorn.